# ブッシュミルズ
ブッシュミルズ(英語: Bushmills)はイギリス、北アイルランドのアントリム県にある村である。2001年の国勢調査では住人は1319であった。ベルファストから97キロ、バリーキャッスルから18キロ、コウルレインから14キロのところにある。村の名前はブッシュ川と、17世紀初めに立てられた大きな水車小屋からきている。ウイスキーのブッシュミルズで有名である。

## 人口
北アイルランド統計調査局 (NISRA) によると、ブッシュミルズは村である。2001年4月29日の国勢調査では、住人は1319人であった。このうち19.9%は16歳以下、22.1%は60歳以上であり、49.2%が男性、50.8%が女性であった。
2011年の国勢調査では、3.5%がカトリック、92.9%がプロテスタントであった。

## 名所旧跡
ブッシュミルズの村には、1608年からウイスキーのブッシュミルズの蒸留所がある。オールド・ブッシュミルズ・ディスティラリーで作られている酒としては、ブッシュミルズ・オリジナルとブラックブッシュブレンド、及び10年もの、12年もの、16年もの、21年もののブッシュミルズ・シングル・モルトがある。蒸留開始400年記念を祝うために、2008年には「1608」という銘のクリスタルモルトを含む特別なウイスキーを生産した。蒸留所はブッシュ川ではなく、セント・コランブズ・リルという支流から水をひいている。
毎年、200万人が訪れるジャイアンツ・コーズウェーは3.2キロほど北である。
第二次世界大戦の後、ブッシュミルズにはコンソルナビゲーションシステムの送信ステーションがあった。

## 交通
ブッシュミルズ鉄道駅は1883年1月28日にオープンしたが、1949年10月1日に閉鎖となった。夏にはジャイアンツ・コーズウェーからブッシュミルズまで狭軌の蒸気機関車が走る。

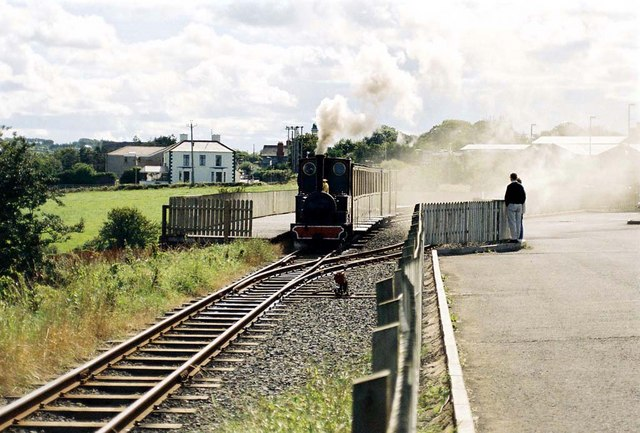
ブッシュミルズ駅に到着する3フィート軌間の蒸気機関車

北アイルランド鉄道が運営しているベルファスト-デリー線はコウルレインでポートラッシュ支線に乗り換えることができる。アルスターバスが駅まで運行している。ポートラッシュからダンルース城に沿ってジャイアンツ・コーズウェー・アンド・ブッシュミルズ鉄道まで11キロほど、景色の良い道を歩けるようになっている。

## 教育
ダンルース学校とブッシュミルズ小学校がある。

## 教会
1646年にできたブッシュミルズ・プレスビテリアン教会、1821年にできたセント・ジョン・ザ・バプティスト・チャーチ・オヴ・アイルランドの他、ブッシュミルズ・ゴスペル・ホール、ブッシュミルズ・フリー・プレスビテリアン教会、聖メアリーローマンカソリック教会がある。

## 出身者
UFCで戦う総合格闘技選手のノーマン・パークはブッシュミルズ出身である。

## 姉妹提携
ブッシュミルズはアメリカ合衆国ケンタッキー州のルイヴィルと姉妹提携している。